# 布瑞维格米申 (阿拉斯加州)
布瑞维格米申（英語：Brevig Mission），是美国阿拉斯加州的一座城市。该市的人口在2000年为276人，2010年有388人。人口在阿拉斯加州排行第73。